# 이교선 (1844년)
이교선(李敎善, 1844년 1월 7일 ~ ????년(1878년 이후) 12월 24일)은 조선 후기의 문신이다. 자는 관오(寬五), 본관은 우계(羽溪)이다. 이상우(李商雨)의 후손이다.

## 생애
이상우의 6대손으로, 증조부는 이현병(李顯秉)이고, 조부는 이택녕(李宅寧)이며, 생부는 통덕랑 이재정(李在鼎)이고, 생모는 전주이씨로 이완택(李完澤)의 딸이다. 생부 이재정(李在鼎)은 본명이 이정증(李鼎增)인데, 어떤 이유에서였는지 뒤에 재정으로 개명하였다. 아들이 없던 9촌 아저씨 성균관진사 이재승(李在升)의 양자로 입양되었다. 생가 고조부 한우(漢禹)의 형은 이한운(李漢雲)이고, 한운의 아들과 손자로, 각각 그의 재종증조부 태화 이현상과 삼종조 분서 이봉녕은 그가 입양된 양가의 양증조부, 양조부가 된다.
1864년(고종 1) 3월 16일 수문장(守門將)이 되고, 그해 7월 4일 금부도사(禁府都事)가 되었다가 7월 9일 사헌부감찰로 개차되었다. 1865년(고종 2) 3월 26일 사재감주부가 되었다가 그해 5월 7일 휘능령(徽陵令)이 되었다.
1865(고종 2) 12월 22일의 도목정사에서 회덕현감 후보자로 차망에 올랐다가 그날 바로 회덕현감에 제수되었다. 그러나 1867년(고종 4) 4월 24일 서리의 포흠을 받아내지 못하고 백성들에게 강제로 거두어 들였으며, 기경(起耕)을 조사한 것이 균등하지 못하다는 등의 이유로 이조의 탄핵을 받고 파직되었다. 이조는 이때 잘 다스려지지 못하던 곳을 이어받은 것인데도 백성들이 도리어 예전을 그리워하고 있다는 평을 남겼다.
1874년(고종 11) 갑술(甲戌) 증광사마시(增廣司馬試) 진사에 1등하여 진사가 되었다. 1878년(고종 15) 12월 28일 전옥참봉(典獄參奉)이 되었다.

## 같이 보기
- 회덕현
- 도목정사

## 참고 문헌
- 사마방목
- 회덕읍지
- 회덕현읍지